# Jeanne d'Angleterre (princesse de Galles)
Pour les articles homonymes, voir Jeanne d'Angleterre.
Jeanne connue également sous le prénom gallois de Siwan († 2 février 1237), princesse de Gwynedd, est la fille illégitime du roi Jean d'Angleterre et de Agatha Ferrers. Elle est également la demi-sœur de Jeanne, reine d'Écosse. Elle est la femme de Llywelyn le Grand.

## Biographie
L'enfance et l'éducation de Jeanne est totalement inconnue. Elle semble avoir été fiancée à Llywelyn le Grand (Llywelyn ab Iorwerth) († 1240), prince de Gwynedd, connu traditionnellement par le titre de « prince de Galles », avant le 15 octobre 1204, et mariée à lui au printemps suivant. Toutefois, les annales de Chester et Worcester placent respectivement cet événement en 1204 et 1206. Llywelyn prend possession de la dot de sa femme le 16 avril 1205.
Durant toute sa vie, Jeanne sert d'intermédiaire entre les souverains anglais et son mari. En effet, le pays de Galles n'est pas pacifié ni sous le contrôle total du Royaume d'Angleterre et le roi et ses barons y entreprennent régulièrement des campagnes militaires. Ainsi, en 1211, Jeanne est envoyée auprès de son père, Jean d'Angleterre (dit Jean sans Terre), pour négocier la paix après une campagne victorieuse de ce dernier au nord du pays de Galles. Llywelyn est obligé d'accepter un accord aux termes exorbitants. En septembre 1212, elle avertit son père que certains de ses barons du pays de Galles sont sur le point de le trahir. Jean sans Terre dissout son ost. En 1214, elle obtient la libération d'otages gallois servant à garantir la paix.
Elle continue son action d'intermédiaire sous le règne d'Henri III d'Angleterre, son demi-frère. En 1225, pour la récompenser, il lui donne la seigneurie de Rothley (Leicestershire), puis en 1226, la seigneurie de Condover (Shropshire). Ces deux seigneuries lui sont reprises temporairement, début 1228, quand un conflit semble sur le point d'éclater entre son mari et Hubert de Burgh. Mais Jeanne rencontre Henri III l'été suivant, négocie une trêve, et retrouve ses possessions.
En 1226, Henri III d'Angleterre obtient pour sa demi-sœur Jeanne un décret du pape Honorius III qui déclare sa naissance légitime. En 1230, Llywelyn surprend Jeanne en plein adultère avec Guillaume (V) de Briouze, dans sa chambre à coucher. Il fait pendre Guillaume et emprisonner Jeanne jusqu'en 1231. Leur liaison avait probablement débuté deux ans plus tôt lorsque Guillaume de Briouze était le prisonnier de Llywelyn. Elle a certainement repris quand il est revenu à la cour galloise pour arranger le mariage de sa fille Isabella de Briouze à leur fils Dafydd. Malgré l'exécution de Guillaume de Briouze, le mariage des deux jeunes gens a bien lieu. Guillaume de Briouze est aussi le beau-père de leur fille Gwladys.
Jeanne meurt le 2 février 1237 à Aber, près de Bangor. Elle est enterrée à Llanfaes, sur l'île d'Anglesey. En sa mémoire, Llywelyn fonde un monastère franciscain en ce lieu. Après la dissolution du monastère, son cercueil en pierre faillit servir d'abreuvoir à chevaux. Il est finalement sauvegardé, et placé dans le porche de l'église paroissiale de Beaumaris. Le couvercle du cercueil est décoré d'une représentation sculptée de la princesse.

## Famille et descendance
Vers 1205, elle épouse Llywelyn le Grand (Llywelyn ab Iorwerth) († 1240), prince de Gwynedd. Ensemble, ils ont un fils et au moins quatre filles :
- Elen († 1253[3]), épouse John le Scot, comte de Chester, en 1222 ; puis Robert de Quincy, en 1237-38[2] ;
- Dafydd ap Llywelyn (vers 1215-1246)[2], qui règne 6 ans sur le Gwynedd ;
- Gwladys (Gwladus Ddu, Gwladys la Noire) († 1251[3]), épouse Reginald de Briouze († 1227/28) ; puis Ralph de Mortimer († 1246)[2] ;
- Margaret (Marared), épouse John de Briouze († 1232), seigneur de Gower ; puis Walter Clifford († 1263)[2] ;
- Susanna, qui est envoyée en Angleterre comme otage en 1228[2].

## Fiction
L'adultère entre Guillaume de Briouze (ou Braose) et Jeanne fut le thème d'une pièce de théâtre galloise de Saunders Lewis intitulée Siwan (en).
Jeanne apparaît également comme personnage principal dans le roman Here be Dragons de Sharon Kay Penman (en), tout comme dans les deux derniers tomes de la trilogie d'Edith Pargeter (alias Ellis Peters) : Le Rameau vert et La Graine écarlate. Son adultère avec Guillaume de Briouze y est rapporté au début du Rameau vert.

## Sources
- A. D. Carr, « Llywelyn ab Iorwerth (c.1173–1240) », Oxford Dictionary of National Biography, Oxford University Press, 2004. Consulté le 30 avril 2013.
- (en) Danna R. Messer, « A model of Welsh queenship: Joan of England and the medieval court of Gwynedd », Women’s History Review, vol. 30, no 5,‎ 2020, p. 754-765.
- Kate Norgate, « Joan (d. 1237) », révisé par A. D. Carr, Oxford Dictionary of National Biography, Oxford University Press, 2004. Consulté le 30 avril 2013.